# Olaus Swebilius
Olaus Swebilius (1. januar 1624 i nærheden af Kalmar - 29. juni 1700 i Uppsala) var en svensk ærkebiskop.
Swebilius blev 1678 biskop i Linköping og 1681 ærkebiskop. Han var både kirkemand og statsmand, en mild og hensynsfuld natur, yndet af høje og lave, ikke mindst af Karl XI, hvem han havde konfirmeret.
Swebilius var derfor hovedmanden ved udarbejdelsen af kirkeloven af 1686, kirkehåndbogen af 1693 og salmebogen af 1695. I øvrigt skrev Swebilius en populær forklaring til Luthers lille Katekismus (1689), hvilken forklaring almindelig benyttedes til ind i 19. århundrede.